# Stilobezzia alba
Stilobezzia alba är en tvåvingeart som beskrevs av Tokunaga 1940. Stilobezzia alba ingår i släktet Stilobezzia och familjen svidknott. Inga underarter finns listade i Catalogue of Life.